# حرب الخنزير
مواجهة بين الولايات المتحدة الأمريكية والإمبراطورية البريطانية بسبب نزاع حدودي في جزر سان خوان، سميت حرب الخنزير لانها بدأت بإطلاق النار على خنزير. كانت حرب غير دامية.

## الخلفية التاريخية
قامت معاهدة أوريغون في 15 يونيو 1846 علي حل النزاع الحدودي علي ولاية أوريغون بتقسيم ولاية أوريغون (مقاطعة كولومبيا) بين الولايات المتحدة وبريطانيا، وفي 15 يونيو 1859 وبعد ثلاثة عشر عاما بالضبط على اعتماد معاهدة أوريغون، عثر مزارع أمريكي علي خنزير اسود كبير الحجم يأكل النباتات في حديقة منزله وقام المزارع باطلاق النار على الخنزير مما ادي الي مقتله. واتضح أن هذا الخنزير كان ملك لجار ايرلندي من سكان المقاطعة المملوكة لبريطانيا مما ادي الي حدوث التوتر بين البلدين.